# ديفيد إلاري
ديفيد إلاري (بالإنجليزية: David Elleray)‏، من مواليد 1955 ، حكم كرة قدم إنجليزي دولي سابق.
حكم في كأس الأمم الأوروبية لكرة القدم 1996.

## روابط خارجية
- ديفيد إلاري على موقع Soccerway.com (الإنجليزية)